# 磯貝浩
磯貝 浩（いそがい ひろし、1864年9月26日〈元治元年8月26日〉 - 1951年〈昭和26年〉8月22日）は、明治後期から昭和にかけて活動した日本の政治家・実業家である。
名古屋市熱田区（旧熱田町）の人物で、熱田町会議員を起点に愛知県会議員・名古屋市会議員を務め、さらに国政にも進んで衆議院議員や貴族院多額納税者議員を歴任した。家業として熱田で魚問屋を営み、実業界では御園座社長や東陽倉庫社長、愛知県農工銀行頭取などの会社役員も兼ねた。

## 経歴

### 魚問屋を継ぐ
磯貝浩は、元治元年8月26日（新暦：1864年9月26日）、磯貝安左衛門の次男として生まれた。出身地は三河国碧海郡大浜村（現・愛知県碧南市）。幼名は英之助といった。生家は大浜の旧家であるが、父が尾張国の半田で酒造業を営んだため半田で育つ。1872年（明治5年）に分家。漢学を修めたのち東京に出て大学予備門へ進んだが中退した。
磯貝家の親戚には愛知郡熱田町（現・名古屋市熱田区）で魚問屋を営む大森又三郎家という家があった。磯貝はこの大森家の番頭に懇望され、大森家を継ぐこととなった。ただし本人には魚問屋業に関する意欲はなく、東京で活動するための足場と考えていたようで、店は番頭に任せて外出しがちであったという。その後藪原宿本陣の代官の娘・とみが嫁いできて家中の一切を切り回すようになると家業は一層の繁盛をみせた。

### 熱田町会から衆議院へ
自由民権運動に心酔していた過去があった磯貝は早くから政界を志向しており、1889年（明治22年）にまず熱田町会議員に当選して政界入りを果たした。次いで1892年（明治25年）10月、愛知県会議員選挙に愛知郡選挙区より立候補し、県会議員に当選した。県会議員はその後1896年（明治29年）10月、1899年（明治32年）9月、1903年（明治36年）9月と連続当選している。1899年の選挙は憲政党、1903年の選挙では立憲政友会に属した。
1907年（明治40年）6月、愛知郡熱田町は名古屋市に編入された。このため同年9月の愛知県会議員選挙では名古屋市選挙区に移って当選している。県会では同年10月互選により県参事会の構成員たる名誉職参事会員にも選ばれた。さらに10・11月実施の第7回名古屋市会議員選挙にも出馬して当選し、県会議員と市会議員を兼ねた。1911年（明治44年）9月、県会議員選挙で6度目の当選を果たす。1913年（大正2年）10月には市会においても再選された。なお市会でも1911年10月から1913年11月にかけて市参事会の構成員たる名誉職参事会員にも選ばれている。
1914年（大正3年）12月に衆議院が解散されると、磯貝は1915年（大正4年）3月25日投開票の第12回衆議院議員総選挙に立憲同志会の候補者として出馬することとなった。選挙区は愛知県市部選挙区（定員2名）である。投開票の結果、小山松寿に次ぐ2513票を得て衆議院議員に初当選した。一方、衆議院議員当選に伴い、1915年3月に愛知県会議員を辞職した（市会議員は続投）。県会議員在職は22年6か月に及んだ。
1916年（大正5年）10月、立憲同志会に代わって新党憲政会が立ち上げられると同党へ移る。翌1917年（大正6年）4月20日投開票の第13回総選挙では憲政会の候補者として同じく愛知県市部選挙区から出馬し、小山松寿に次ぐ1930票を得て再選。選挙区割りが変更された1920年（大正9年）5月10日投開票の第14回総選挙では愛知県第1区（名古屋市・定員3名）から憲政会の候補者として立候補し、加藤重三郎・小山松寿に次ぐ2884票を得て三選を果たした。この間、名古屋市会議員も続けており、1917年10月と1921年（大正10年）5月の市会議員選挙にてそれぞれ再選されている。

### 実業界での活動

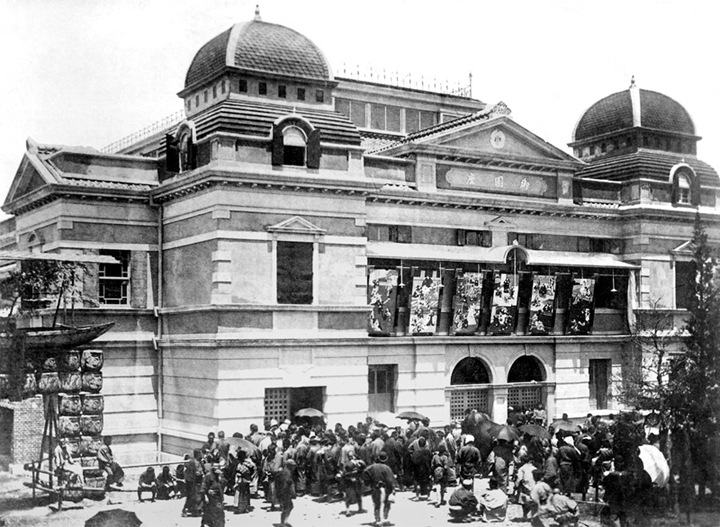
名古屋劇場株式会社が建設した御園座（初代）

磯貝は議員活動の傍ら多数の会社役員を兼ねた。名古屋市内では、1895年（明治28年）、長谷川太兵衛らにより劇場（「御園座」と命名）を建設すべく名古屋劇場株式会社が企画された際に発起人に加わり、会社創立委員の一人となる。翌1896年3月に会社が発足すると取締役に選ばれ、1907年3月には長谷川の後任として第2代社長に就任した。また滝兵右衛門ら名古屋銀行系実業家によって1906年12月に東海倉庫が設立されると同社監査役に就任。電力会社の名古屋電灯にも関係して1910年（明治43年）1月から1912年（大正元年）12月にかけて監査役を務めた。名古屋電灯監査役には1918年（大正7年）12月に再任され、合併で関西電気に再編されたのち1921年（大正10年）12月まで務めている（同社は翌年東邦電力に改称）。
名古屋市外では、1910年2月知多瓦斯（社長奥田正香）の設立とともに同社取締役に就いた。同社は知多郡半田町のガス会社で、後に電気事業を兼営するようになり知多電気と改称。電気事業再編により1921年12月上記の関西電気へと合併された。また大阪火災海上運送保険にて1908年（明治41年）4月から1912年12月にかけて取締役を務めた。同社は大阪市にあった保険会社だが、当時亀崎銀行（知多郡亀崎町）の頭取天埜伊左衛門らに買収されていた。会社は後の大阪海上火災保険で、住友海上火災保険の前身の一つにあたる。
1914年6月、名古屋市門前町にあった尾張銀行が経営悪化と取り付け騒ぎの影響で臨時休業に追い込まれた。磯貝は義侠心から尾張銀行の整理委員を引き受けて再開に向け奔走、整理が完了し1915年12月より再開に漕ぎつけたのち、翌1916年1月から1921年5月にかけて尾張銀行取締役を務めた。
1919年（大正8年）10月、磯貝が監査役を務める東海倉庫は海運部門（主として名古屋港・四日市港での艀回漕業）を持つべく傍系会社の大正海運を設立した。磯貝は同社設立とともに取締役に就任し、1921年1月からは取締役社長を務めている。

### 貴族院議員となる
1924年（大正13年）1月31日、衆議院が解散され、5月に第15回衆議院議員総選挙が行われたが、磯貝は立候補せず（愛知県第1区の憲政会候補者は小山松寿と田中善立）、衆議院議員から退任した。
解散半年後の1924年8月18日、尾三農工銀行の臨時株主総会で神谷八郎とともに取締役に選出され、内藤伝禄に代わって新頭取に就任した（神谷は副頭取）。尾三農工銀行は愛知県を営業範囲とする農工銀行で、このころ系列の尾三銀行（旧・尾三貯蓄銀行）が取り付け騒ぎにより1923年7月から休業に追い込まれた影響で多額の不良債権を抱え経営が悪化していた。尾三農工銀行・尾三銀行の頭取を兼ねる内藤伝禄は打開策として尾三農工銀行を日本勧業銀行に合併すべく働きかけたが、合併に向けた調査で尾三農工銀行が有する不良債権の大半は尾三銀行を通じて融資している内藤の関連会社に関するものであると判明した。このため勧業銀行との合併は1924年3月に破談となり、その上大蔵省から内藤に対し引責辞任勧告が出された。その後内藤が勧告を受け入れて辞職したことから、整理にあたる適任者として濱口雄幸大蔵大臣より後任頭取に推薦されたのが磯貝であった。磯貝が頭取となった尾三農工銀行は1925年（大正14年）2月尾三銀行との関係を断つべく愛知県農工銀行に社名を改め再出発した。
1925年、貴族院議員のうち多額納税者の互選で選出される貴族院多額納税者議員の規定が改められ、有権者が各府県15名から各府県100名ないし200名に増員された。同年6月時点では磯貝は愛知県下の多額納税者議員互選資格者（計200名）のうちの一人であり、9月10日に行われた多額納税者議員選挙において75票を獲得し森本善七とともに初当選した。貴族院議員任命は9月29日付である。貴族院では同成会に属した。なお貴族院議員就任後も名古屋市会議員を兼ねており、1925年10月の改選で再選され、さらに1929年（昭和4年）10月の改選でも再選されて在職は6期目に入った。この頃には市政の重鎮として扱われるようになっており、1927年（昭和2年）に大岩勇夫が名古屋市長に就任した際には大岩の求めに応じてその後援者となった。
ところが1930年（昭和5年）4月、第17回衆議院議員総選挙に際し石川久兵衛（愛知県第1区・立憲民政党）に関する投票買収を行ったとの容疑で起訴された。1932年（昭和7年）9月10日に行われた貴族院多額納税者議員の改選では下出民義とともに無投票で当選し、同年9月29日付で貴族院議員に再任されたが、半年後の1933年（昭和8年）3月28日、投票買収事件の上告審が棄却され禁錮4か月・執行猶予3年の刑が確定して貴族院議員失格となり、翌29日付で辞職した。また名古屋市会議員についても28日付で失格となっている。市会議員在職期間は25年5か月であった。
実業界では1926年（大正15年）3月、東海倉庫と名古屋倉庫の合併で東陽倉庫が発足すると東海倉庫監査役から東陽倉庫監査役へと移った。東陽倉庫では1934年（昭和9年）12月、初代社長瀧定助の死去をうけて第2代取締役社長に就いている。他方、先立って社長に就いていた傍系会社の大正海運は東陽倉庫発足以降次第に資本関係が薄れており、磯貝や高橋彦次郎ら旧東海倉庫役員は1931年（昭和6年）4月に取締役から退いた。これらとは別に、1933年（昭和8年）12月に揖斐川電気（現・イビデン）の監査役にも選ばれた。同社は岐阜県内に水力発電所と工場を持つ電力会社兼カーバイドメーカーで、当時は東邦電力の傘下にあった。

### 晩年
1937年（昭和12年）10月26日に行われた愛知県下の貴族院多額納税者議員補欠選挙で磯貝は154票を得て当選し、同年11月13日付で貴族院議員に再任された。さらに2年後、1939年（昭和14年）9月10日実施の多額納税者議員改選では下出民義とともに無投票で再選され、29日付で再任されている。以後、太平洋戦争を挟んで1947年（昭和22年）5月2日の貴族院廃止まで同議員に在任した。この間、家業の魚問屋は戦災で店が全焼。さらに戦後に熱田魚市場が廃止されたことから熱田からも出て鶴舞公園近くへと移住した。
実業界では前述の通り愛知県農工銀行頭取と名古屋劇場・東陽倉庫社長を務めていたが、このうち愛知県農工銀行は最後まで残っていた農工銀行の一つであったが大蔵省の勧告により他の4社とともに戦時下の1944年（昭和19年）9月日本勧業銀行へと合併された。戦後の1949年（昭和24年）3月、東陽倉庫では副社長の白石勝彦に社長職を譲って取締役会長に退く。翌1950年（昭和25年）2月には御園座株式会社（1947年名古屋劇場から社名変更）でも専務の猪飼正一に社長職を譲って同じく取締役会長となった。また揖斐川電気工業（旧・揖斐川電気）の監査役は戦後1946年（昭和21年）12月に退いた。
1951年（昭和26年）8月22日、尿毒症のため名古屋市昭和区桜井町の自宅で死去した。86歳没。御園座取締役会長および東陽倉庫取締役会長在職中の死であったため、25日御園座にて両社合同の社葬が行われた。

## 主な役職
議員
- 愛知県会議員 ： 1892年10月 - 1915年3月（当選6回）
- 名古屋市会議員 ： 1907年10月 - 1933年3月（当選6回）
- 衆議院議員 ： 1915年3月 - 1924年1月（当選3回）
- 貴族院多額納税者議員 ： 1925年9月 - 1933年3月・1937年11月 - 1947年5月

会社役員
- 御園座（旧・名古屋劇場）取締役社長 ： 1907年3月 - 1950年2月
  - 1896年の会社設立から取締役。社長退任後は1951年8月まで取締役会長。
- 愛知県農工銀行頭取 ： 1924年8月 - 1944年9月
- 東陽倉庫取締役社長 ： 1934年12月 - 1949年3月
  - 社長退任後は1951年8月まで取締役会長。

## 栄典
- 1915年（大正4年）11月7日 - 勲四等瑞宝章受章（衆議院議員として大正三四年事件の功による）[58]
- 1926年（大正15年）9月 - 勲三等瑞宝章受章[59]
- 1951年（昭和26年）8月22日 - 正五位に叙される[60]。

## 家族
妻とみ（1866年生・本多栄之助の三女）との間に男子が2人いた。長男の磯貝栄三（1910年生）は慶應義塾大学卒で1948年に御園座取締役となるが、1951年2月に死去した。次男の磯貝元三（1912年生）も慶應義塾大学卒で、日東紡績に勤務したのち強化プラスチック協会理事長や御園座監査役を務めた。